# لين باكفيلد
ليندا ماري باكفيلد منتجة تلفزيونية وصحفية وموسيقية أسترالية. كانت باكفيلد المغنية الرئيسية وكاتبة الأغاني وعازفة الجيتار في فرقة البوب روك إلكتريك بانداس من 1983م إلى 1987م. بدأ عمل باكفيلد التلفزيوني في عام 1990م ومنذ ذلك الحين فازت بخمس جوائز ووكلي.

## سيرة شخصية

### في الموسيقى
كانت باكفيلد المغنية الرئيسية وعازفة الجيتار في شركة إليكتريك باندا خلال منتصف الثمانينيات. حيث أن أثناء عضويتها في تلك الفرقة، أصدرت أيضًا دويتو مع جيمس رين في عام 1985م بعنوان "R.O.C.K."  والذي بلغ ذروته في المركز 44 على المخططات. فبعد حل فرقة إليكتريك باندا، شكلت فرقة أخرى تسمى F.O.O.D. مع كريج كارل واشولز (جيتار) وراي سبول (باس) ومايك سبيرا (راب صوتي) وغلين باترسون (طبول). وأصدرت الفرقة أغنية واحدة بعنوان «المنزل السعيد» في عام 1990م. تم ضم نيل ماكنزي (ساكسفون) وديتر بروجو (ساكسفون) في وقت لاحق إلى الفرقة، مع تغيير اسم الفرقة إلى «المنزل السعيد». أصدرت الفرقة التي تم تسميتها حديثًا أغنية واحدة بعنوان «ما الذي تريد القيام به؟» وهي أسطوانة تسمى المأوى والعاطفة (1995م) وألبومًا بعنوان المنزل السعيد في عام 1993م.
لعبت باكفيلد أيضًا مع ميشالين وهو حاليًا عضو في فرقة سيدني The Bully Girls.

### في الصحافة
بدأت باكفيلد مسيرتها التليفزيونية في عام 1990م كباحثة، حيث عملت على برامج مثل قصص الشوارع والمشاريع الخاصة. وفي عام 1994م، انضمت باكفيلد إلى القناة السابعة كمراسلة لبرنامج الأخبار الساخر The Times. وعندما انتهت مدتها في البرنامج، عملت في برنامج بيتر مانينغ ويتنس بقيادة جانا وندت. وفي عام 2000م، أصبحت مراسلة / منتجة لـ Four Corners وفازت بخمس جوائز ووكلي مع البرنامج، بما في ذلك ووكلي الذهبي في عام 2006م. ومنذ عام 2008م، كانت باكفيلد المنتجت لسلسلة ABC-TV Q&A.

## ديسكغرفي

### الفردي
| السنة | اللقب                     | مخطط الذروة المواقف |
| ----- | ------------------------- | ------------------- |
| 1985  | "R.O.C.K." (مع جيمس راين) | 44                  |

## جوائز وترشيحات

### جوائز«العد التنازلي» للموسيقى الأسترالية
«العد التنازلي» هو مسلسل تلفزيوني موسيقي أسترالي على محطة ABC-TV الوطنية من 1974-1987م وقد قدمت جوائز موسيقية من 1979-1987م، بالتزامن مع بدايتها مع مجلة TV Week. كانت جوائز TV Week / العد التنازلي مزيجًا من الجوائز التي تم التصويت عليها من قبل الزملاء والأقران.
| السنة | المرشح / العمل | الجائزة             | النتيجة |
| ----- | -------------- | ------------------- | ------- |
| 1984  | بنفسها         | الفنانة الأكثر شهرة | رشحت    |

### جائزة ووكلي
- 2000 جائزة ووكلي (جميع وسائل الإعلام) - تغطية شؤون السكان الأصليين، اذهب إلى السجن، هيئة الإذاعة الأسترالية (مع ليز جاكسون).
- 2000 جائزة ووكلي (جميع الوسائط) - تغطية الرياضة، إصلاح الكريكيت،[9] هيئة الإذاعة الأسترالية، (مع ليز جاكسون وبيتر كروناو)
- 2005 جائزة ووكلي (جميع وسائل الإعلام)- الصحافة الدولية حادثة كيلوا،[10] هيئة الإذاعة الأسترالية (مع سالي الجار وجو بوتشيني)
- 2006 جائزة ووكلي (ووكلي الذهبي)- إذكاء الحرائق، فور كورنرز، هيئة الإذاعة الأسترالية (مع ليز جاكسون وبيتر كروناو)[11]

- 2006 جائزة ووكلي (جميع وسائل الإعلام)- تغطية منطقة آسيا والمحيط الهادئ، إذكاء الحرائق، فور كورنرز، هيئة الإذاعة الأسترالية (مع ليز جاكسون)